# Cornucopiae
Genre
Cornucopiae est un genre de plantes monocotylédones de la famille des Poaceae, 
sous-famille des Pooideae, originaire d'Eurasie, qui comprend deux espèces acceptées.
Ce sont des plantes herbacées, annuelles, aux tiges dressées pouvant atteindre  50 cm de long. Les inflorescences sont des panicules terminales ouvertes.

## Liste d'espèces
Selon World Checklist of Selected Plant Families (WCSP) (27 mai 2018) :
- Cornucopiae alopecuroides L. (1767)
- Cornucopiae cucullatum L. (1753)